# Joker Icopal
Joker Icopal var et norsk professionelt cykelhold. Det blev dannet i 2005, og var ejet af sponsorfirmaet Interspons AS. Holdet lukkede efter 2020-sæsonen.
Holdets var sammen med Team Sparebanken Vest det eneste norske prohold, og de deltog sammen med de andre kontinentalhold i UCI Europe Tour.
Et af målene var at udvikle norske ryttere for de store ProTour-hold. Det har da også lykkedes, for til 2008-sæsonen sendte det daværende Maxbo – Bianchi 2 ryttere op i Pro Touren: Gabriel Rasch til Crédit Agricole og Edvald Boasson Hagen til Team High Road.

## Rytterne

### 2007
| Trup 2007              | Trup 2007        | Trup 2007                          | Trup 2007 |
| Rytter                 | Fødselsdag       | Seneste hold                       |           |
| ---------------------- | ---------------- | ---------------------------------- | --------- |
| Edvald Boasson Hagen   | 17. maj 1987     |                                    |           |
| Joachim Bøhler         | 19. juli 1980    | Côtes d'Armor-CC Moncontour (2004) |           |
| Alexander Kristoff     | 5. juli 1987     | Glud & Marstrand Horsens (2006)    |           |
| Lars Petter Nordhaug   | 14. maj 1984     |                                    |           |
| Gabriel Rasch          | 8. april 1976    | Sparebanken Vest (2005)            |           |
| Stian Sommerseth       | 24. maj 1985     |                                    |           |
| Sten Stenersen         | 15. august 1988  |                                    |           |
| Svein Erik Vold        | 31. oktober 1985 |                                    |           |
| Frederik Wilmann       | 17. juli 1985    |                                    |           |
|                        |                  |                                    |           |
| Kilde: ProCyclingStats |                  |                                    |           |

### 2008
| Trup 2008              | Trup 2008         | Trup 2008                          | Trup 2008 |
| Rytter                 | Fødselsdag        | Seneste hold                       |           |
| ---------------------- | ----------------- | ---------------------------------- | --------- |
| Joachim Bøhler         | 19. juli 1980     | Côtes d'Armor-CC Moncontour (2004) |           |
| Ole Haavardsholm       | 18. juli 1989     |                                    |           |
| Alexander Kristoff     | 5. juli 1987      | Glud & Marstrand Horsens (2006)    |           |
| Lars Petter Nordhaug   | 14. maj 1984      |                                    |           |
| Stian Sommerseth       | 24. maj 1985      |                                    |           |
| Sten Stenersen         | 15. august 1988   |                                    |           |
| Ingar Stokstad         | 16. december 1989 |                                    |           |
| Svein Erik Vold        | 31. oktober 1985  |                                    |           |
| Frederik Wilmann       | 17. juli 1985     |                                    |           |
|                        |                   |                                    |           |
| Kilde: ProCyclingStats |                   |                                    |           |

### 2009
| Trup 2009              | Trup 2009         | Trup 2009                       | Trup 2009 |
| Rytter                 | Fødselsdag        | Seneste hold                    |           |
| ---------------------- | ----------------- | ------------------------------- | --------- |
| Magnus Espeland        | 1. august 1983    | Nesset CK (2008)                |           |
| Ole Haavardsholm       | 18. juli 1989     |                                 |           |
| Alexander Kristoff     | 5. juli 1987      | Glud & Marstrand Horsens (2006) |           |
| Vegard Stake Laengen   | 7. februar 1989   |                                 |           |
| Lars Petter Nordhaug   | 14. maj 1984      |                                 |           |
| Stian Remme            | 4. juni 1982      | Sparebanken Vest (2008)         |           |
| Sondre Sørtveit        | 15. august 1988   | Sparebanken Vest (2008)         |           |
| Ingar Stokstad         | 16. december 1989 |                                 |           |
| Svein Erik Vold        | 31. oktober 1985  |                                 |           |
| Frederik Wilmann       | 17. juli 1985     |                                 |           |
|                        |                   |                                 |           |
| Kilde: ProCyclingStats |                   |                                 |           |

### 2010
| Trup 2010                                              | Trup 2010         | Trup 2010                      | Trup 2010 |
| Rytter                                                 | Fødselsdag        | Seneste hold                   |           |
| ------------------------------------------------------ | ----------------- | ------------------------------ | --------- |
| Reidar Borgersen                                       | 10. april 1980    | Geithus Idrettslag (2010)      |           |
| Vegard Breen                                           | 8. februar 1990   |                                |           |
| Vegard Robinson Bugge                                  | 7. december 1989  |                                |           |
| Ole Haavardsholm                                       | 18. juli 1989     |                                |           |
| Vegard Stake Laengen                                   | 7. februar 1989   |                                |           |
| Christer Rake                                          | 19. marts 1987    | Sparebanken Vest-Ridley (2009) |           |
| Stian Remme                                            | 4. juni 1982      | Sparebanken Vest (2008)        |           |
| Sondre Sørtveit                                        | 15. august 1988   | Sparebanken Vest (2008)        |           |
| Ingar Stokstad                                         | 16. december 1989 |                                |           |
| Svein Erik Vold                                        | 31. oktober 1985  |                                |           |
| Frans-Leonard Markaskard (1. aug.–31. dec., stagiaire) | 27. oktober 1990  |                                |           |
|                                                        |                   |                                |           |
| Kilder: ProCyclingStats Cycling Quotient               |                   |                                |           |

### 2013
| Trup 2013              | Trup 2013          | Trup 2013                     | Trup 2013 |
| Rytter                 | Fødselsdag         | Seneste hold                  |           |
| ---------------------- | ------------------ | ----------------------------- | --------- |
| Reidar Borgersen       | 10. april 1980     | Geithus Idrettslag (2010)     |           |
| Vegard Breen           | 8. februar 1990    |                               |           |
| Vegard Robinson Bugge  | 7. december 1989   |                               |           |
| Audun Brekke Fløtten   | 20. august 1990    | Ringeriks-Kraft (2011)        |           |
| Adrian Gjølberg        | 23. februar 1989   | Plussbank Cervélo (2010)      |           |
| Christer Jensen        | 19. februar 1990   | Ringeriks-Kraft (2010)        |           |
| Truls Engen Korsæth    | 16. september 1993 | Lillehammer Cykleklubb (2012) |           |
| Martin Olsen           | 8. januar 1992     | Lillehammer Cykleklubb (2012) |           |
| Stian Remme            | 4. juni 1982       | Sparebanken Vest (2008)       |           |
| Kristoffer Skjerping   | 4. maj 1993        | Glåmdal Sykleklubb (2011)     |           |
| Sondre Sørtveit        | 15. august 1988    | Sparebanken Vest (2008)       |           |
| Oskar Svendsen         | 10. april 1994     |                               |           |
| Edvin Wilson           | 25. april 1989     | CykelCity.se (2012)           |           |
|                        |                    |                               |           |
| Kilde: ProCyclingStats |                    |                               |           |

### 2014
| Trup 2014                                      | Trup 2014          | Trup 2014                       | Trup 2014 |
| Rytter                                         | Fødselsdag         | Seneste hold                    |           |
| ---------------------------------------------- | ------------------ | ------------------------------- | --------- |
| Reidar Borgersen                               | 10. april 1980     | Geithus Idrettslag (2010)       |           |
| Vegard Robinson Bugge                          | 7. december 1989   |                                 |           |
| Odd Christian Eiking                           | 28. december 1994  | Bergen CK (2013)                |           |
| Truls Engen Korsæth                            | 16. september 1993 | Lillehammer Cykleklubb (2012)   |           |
| Philip Lindau                                  | 18. august 1991    | People4you-Unaas Cycling (2013) |           |
| Martin Olsen                                   | 8. januar 1992     | Lillehammer Cykleklubb (2012)   |           |
| Jo Kogstad Ringheim(note)                      | 16. februar 1991   | People4you-Unaas Cycling (2013) |           |
| Kristoffer Skjerping                           | 4. maj 1993        | Glåmdal Sykleklubb (2011)       |           |
| Oskar Svendsen(note)                           | 10. april 1994     |                                 |           |
| Edvin Wilson                                   | 25. april 1989     | CykelCity.se (2012)             |           |
| Anders Skaarseth (1. aug.–31. dec., stagiaire) | 7. maj 1995        |                                 |           |
| Adrian Aas Stien (1. aug.–31. dec., stagiaire) | 28. oktober 1992   | TVK Elite (2014)                |           |
|                                                |                    |                                 |           |
| Kilde: ProCyclingStats                         |                    |                                 |           |

note: Jo Kogstad Ringheim, karrierestop
note: Oskar Svendsen, karrierestop

- Adrian Aas Stien.
- Reidar Borgersen.
- Vegard Robinson Bugge.
- Odd Christian Eiking.
- Truls Engen Korsæth.
- Philip Lindau.
- Jo Kogstad Ringheim.
- Kristoffer Skjerping.
- Adrian Aas Stien.
- Edvin Wilson.

### 2015
| Trup 2015                                          | Trup 2015          | Trup 2015                           | Trup 2015 |
| Rytter                                             | Fødselsdag         | Seneste hold                        |           |
| -------------------------------------------------- | ------------------ | ----------------------------------- | --------- |
| Reidar Borgersen                                   | 10. april 1980     | Geithus Idrettslag (2010)           |           |
| Odd Christian Eiking                               | 28. december 1994  | Bergen CK (2013)                    |           |
| Daniel Hoelgaard                                   | 1. juli 1993       | Etixx (2014)                        |           |
| Bjørn Tore Hoem                                    | 12. april 1991     | Sparebanken Sør (2014)              |           |
| Amund Grøndahl Jansen                              | 11. februar 1994   | Sparebanken Sør (2014)              |           |
| Truls Engen Korsæth                                | 16. september 1993 | Lillehammer Cykleklubb (2012)       |           |
| Vegard Stake Laengen                               | 7. februar 1989    | Bretagne-Séché Environnement (2014) |           |
| Philip Lindau                                      | 18. august 1991    | People4you-Unaas Cycling (2013)     |           |
| Sindre Lunke                                       | 17. april 1993     | Sparebanken Sør (2014)              |           |
| Anders Skaarseth                                   | 7. maj 1995        | Lillehammer Cykleklubb (2014)       |           |
| Adrian Aas Stien                                   | 28. oktober 1992   | TVK Elite (2014)                    |           |
| Edvin Wilson                                       | 25. april 1989     | CykelCity.se (2012)                 |           |
| Kristoffer Halvorsen (1. aug.–31. dec., stagiaire) | 13. april 1996     | Glåmdal Sykleklubb (2014)           |           |
|                                                    |                    |                                     |           |
| Kilde: ProCyclingStats                             |                    |                                     |           |

### 2016
| Trup 2016                                  | Trup 2016          | Trup 2016                       | Trup 2016 |
| Rytter                                     | Fødselsdag         | Seneste hold                    |           |
| ------------------------------------------ | ------------------ | ------------------------------- | --------- |
| Reidar Borgersen                           | 10. april 1980     | Geithus Idrettslag (2010)       |           |
| Ole Forfang                                | 22. marts 1995     | Ringeriks-Kraft (2015)          |           |
| Amund Grøndahl Jansen                      | 11. februar 1994   | Sparebanken Sør (2014)          |           |
| Kristoffer Halvorsen                       | 13. april 1996     | Glåmdal Sykleklubb (2014)       |           |
| Markus Hoelgaard                           | 4. oktober 1994    | Coop-Øster Hus (2015)           |           |
| Bjørn Tore Hoem                            | 12. april 1991     | Sparebanken Sør (2014)          |           |
| Truls Engen Korsæth                        | 16. september 1993 | Lillehammer Cykleklubb (2012)   |           |
| Philip Lindau                              | 18. august 1991    | People4you-Unaas Cycling (2013) |           |
| Anders Skaarseth                           | 7. maj 1995        | Lillehammer Cykleklubb (2014)   |           |
| Adrian Aas Stien                           | 28. oktober 1992   | TVK Elite (2014)                |           |
| Edvin Wilson                               | 25. april 1989     | CykelCity.se (2012)             |           |
| Tobias Foss (1. aug.–31. dec., praktikant) | 25. maj 1997       |                                 |           |
|                                            |                    |                                 |           |
| Kilder: ProCyclingStats Cycling Archives   |                    |                                 |           |

### 2017
| Trup 2017                                                 | Trup 2017          | Trup 2017                     | Trup 2017 |
| Rytter                                                    | Fødselsdag         | Seneste hold                  |           |
| --------------------------------------------------------- | ------------------ | ----------------------------- | --------- |
| Vegard Breen                                              | 8. februar 1990    | Fortuneo-Vital Concept (2016) |           |
| Ole Forfang                                               | 22. marts 1995     | Ringeriks-Kraft (2015)        |           |
| Tobias Foss                                               | 25. maj 1997       | Lillehammer Cykleklubb (2016) |           |
| Carl Fredrik Hagen                                        | 26. september 1991 | Sparebanken Sør (2016)        |           |
| Kristoffer Halvorsen                                      | 13. april 1996     | Glåmdal Sykleklubb (2014)     |           |
| Markus Hoelgaard                                          | 4. oktober 1994    | Coop-Øster Hus (2015)         |           |
| Bjørn Tore Hoem                                           | 12. april 1991     | Sparebanken Sør (2014)        |           |
| Iver Knotten                                              | 17. december 1998  | Tønsberg Cykkelklubb (2016)   |           |
| Anders Skaarseth                                          | 7. maj 1995        | Lillehammer Cykleklubb (2014) |           |
| Kristoffer Skjerping                                      | 4. maj 1993        | Cannondale-Drapac (2016)      |           |
| Adrian Aas Stien (1. jan.–11. sep.)                       | 28. oktober 1992   | TVK Elite (2014)              |           |
| Rasmus Tiller                                             | 28. juli 1996      | Lillehammer Cykleklubb (2016) |           |
|                                                           |                    |                               |           |
| Kilder: ProCyclingStats Cycling Quotient Cycling Archives |                    |                               |           |

| 17. mar. | Bredene Koksijde Classic       | 1.1 | Kristoffer Halvorsen |
| 7. apr.  | Circuit des Ardennes, 1. etape | 2.2 | Markus Hoelgaard     |

## Eksterne links
- Officielle hjemmeside Arkiveret 24. januar 2011 hos  Wayback Machine